# Истомин, Виктор Владимирович (Герой Советского Союза)
Виктор Владимирович Истомин (1924—2000) — полковник Советской Армии, участник Великой Отечественной войны, Герой Советского Союза (1945).

## Биография
Виктор Истомин родился 12 января 1924 года в Москве. Окончил среднюю школу. В сентябре 1941 года Истомин был призван на службу в Рабоче-крестьянскую Красную Армию. В 1944 году он окончил Тамбовскую военную авиационную школу пилотов. С июня того же года — на фронтах Великой Отечественной войны.
К концу войны младший лейтенант Виктор Истомин был лётчиком 783-го штурмового авиаполка 199-й штурмовой авиадивизии 4-го штурмового авиакорпуса 4-й воздушной армии 2-го Белорусского фронта. За время своего участия в боевых действиях совершил более ста боевых вылетов, уничтожил два вражеских самолета, десять танков, бронепоезд, четыре переправы и много боевой техники и инженерных средств врага..
Указом Президиума Верховного Совета СССР от 18 августа 1945 года младший лейтенант Виктор Истомин был удостоен высокого звания Героя Советского Союза с вручением ордена Ленина и медали «Золотая Звезда» за номером 8204.
После окончания войны Истомин продолжил службу в Советской Армии. В 1954 году он окончил Военно-воздушную инженерную академию, после чего находился на лётно-испытательной работе. С 1965 года Истомин служил на должности старшего инспектора-лётчика службы безопасности полётов Военно-воздушных сил. В 1973 году в звании полковника он был уволен в запас. Проживал в Москве, работал инженером-конструктором Московского машиностроительного завода «Знамя». 
Скончался 23 ноября 2000 года, похоронен на Троекуровском кладбище Москвы.
Был также награждён двумя орденами Красного Знамени, двумя орденами Отечественной войны 1-й степени, двумя орденами Красной Звезды, рядом медалей.